# Galeottiella orchioides
Galeottiella orchioides là một loài thực vật có hoa trong họ Lan. Loài này được (Lindl.) R.González ex Rutk., Mytnik & Szlach. mô tả khoa học đầu tiên năm 2004.